# Ext (filsystem)
Filsystemet ext er det første filsystem, der er lavet til linux. Inden da blev minixfilsystemet brugt. I ext blev der gjort op med en del af de begrænsninger, der er i filsystemet til Minix.

## Specifikationer
- Maksimal størrelse af filsystemet: 2 GB
- Maksimal størrelse af en fil: 2 GB
- Maksimal længde af et filnavn 255 tegn (inkl. sti)

En del metadata som tid for ændringer kan ikke gemmes i filsystemet